# Ślepota

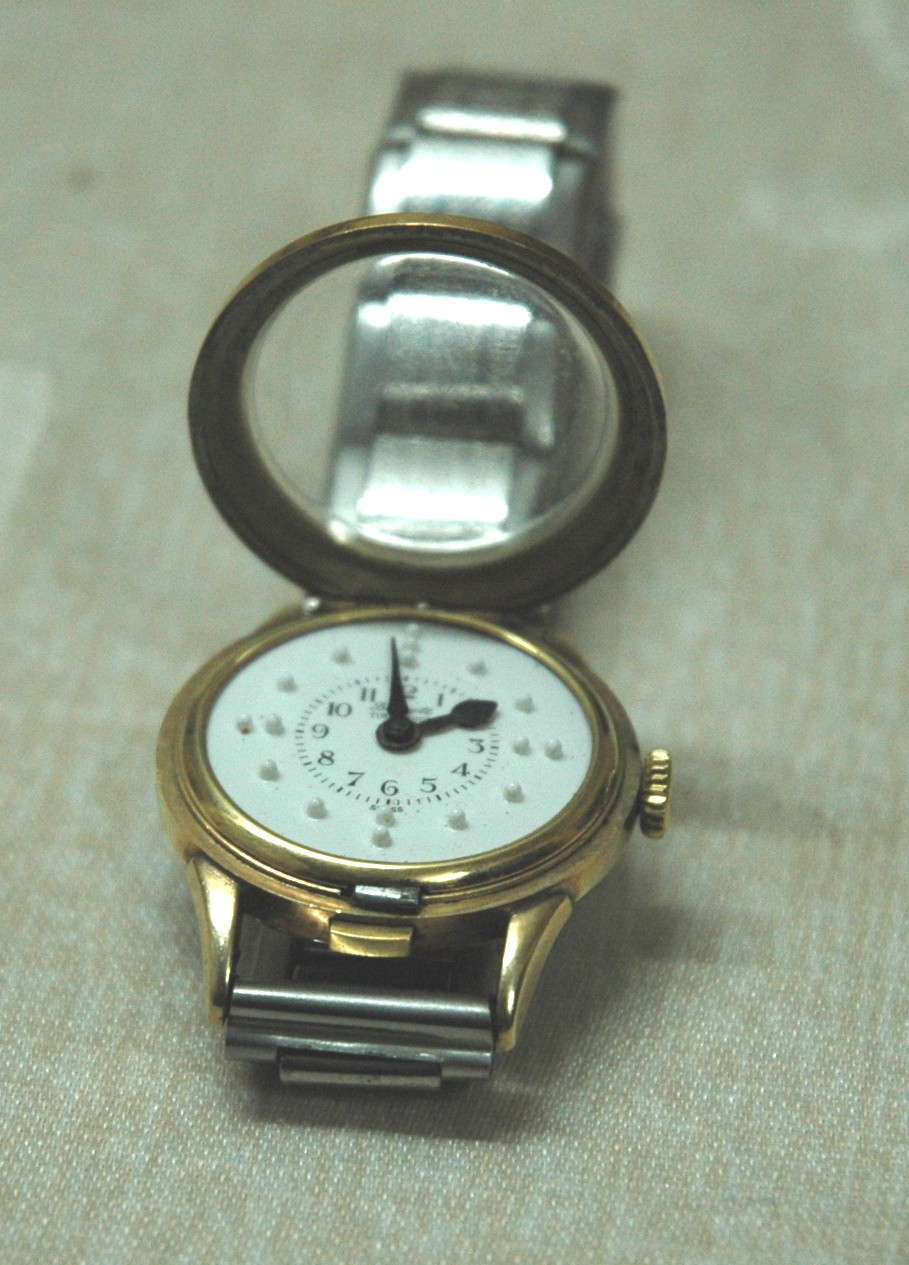
Zegarek na rękę dostosowany do potrzeb ludzi niewidzących

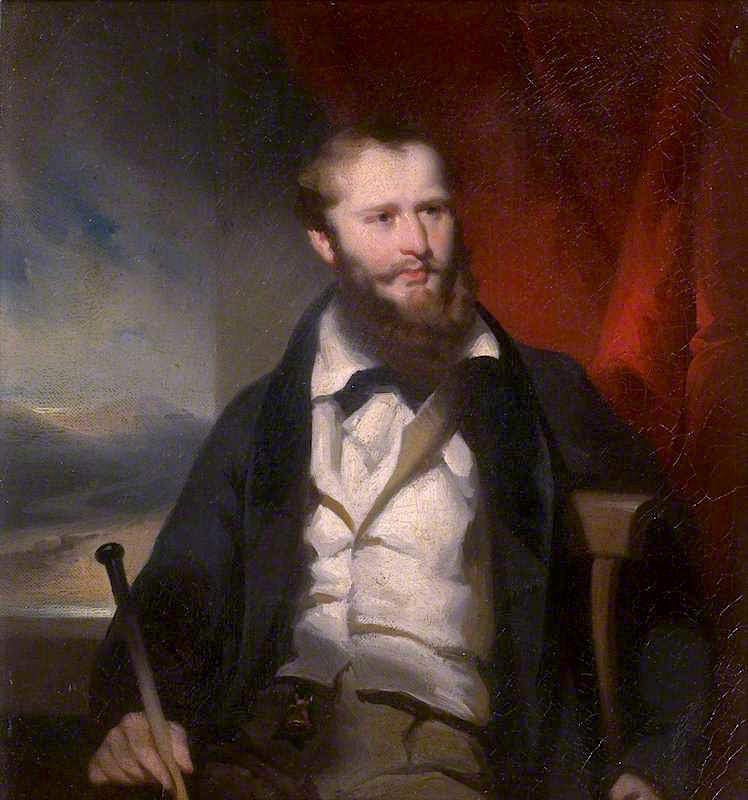
Niewidomy podróżnik i pisarz James Holman, który wykorzystywał laski do echolokacji

Ślepota – całkowite lub znaczne zaburzenie widzenia. Ślepota może być
spowodowana wadami oka lub chorobami i uszkodzeniami natury neurologicznej lub mechanicznej. Zaburzenie to może mieć charakter nabyty (np. w wyniku uszkodzenia oczu) lub wrodzony (jako niedorozwój oka będącego narządem wzroku). Na świecie żyje około 45 milionów ludzi niewidomych i 269 milionów z zaburzeniami widzenia.
Ślepotę leczy się przyczynowo, zwykle operacyjnie. Niektóre jej postacie mają charakter nieodwracalny (niepoddający się leczeniu lub niemożliwy do leczenia).
Ludzi ze ślepotą wrodzoną lub nabytą przed 5. rokiem życia nazywa się niewidomymi. Zaś ludzi ze ślepotą nabytą po 5. roku życia nazywa się ociemniałymi. Utrata wzroku może nastąpić z wielu przyczyn, m.in. z chorób oczu, jak np. jaskra, zaćma, zwyrodnienie plamki żółtej, jaglica, retinopatia albo z powodu wypadków. Z racji na znaczne kalectwo ludzie tacy mają poważne problemy z poruszaniem się i wykonywaniem codziennych czynności. Problemem pozostaje także akceptacja własnego kalectwa. Osoby niewidome nie używają pojęć wynikających z postrzegania świata zmysłem wzroku (np. barw). W celu ułatwienia życia osobom kalekim prowadzi się tresurę psów przewodników, wydaje się książki drukowane alfabetem Braille'a, prowadzi zajęcia z psychologami. Rehabilitacją zajmują się specjalistyczne ośrodki, jak np. Ośrodek Szkolno-Wychowawczy dla Dzieci Niewidomych im. Róży Czackiej w Laskach, założony w 1921. 82% niewidomych to osoby po 50. roku życia.
Największa liczba osób z uszkodzonym wzrokiem występuje w krajach najmniej rozwiniętych. Według Światowej Organizacji Zdrowia (2016) z 39 milionów osób na świecie dotkniętych ślepotą, 64 proc. stanowią dziewczęta i kobiety. Większy udział kobiet od mężczyzn w ogólnej populacji niewidomych wiąże się z ich większym narażeniem na czynniki ryzyka, takie jak: częstszy kontakt z dziećmi przenoszącymi bakterie oraz ograniczonym dostępem do usług medycznych w krajach ubogich.
Niewidomy – osoba, która posługuje się technikami bezwzrokowymi, wykorzystując pozostałe zmysły i specjalnymi pomocami o charakterze kompensacyjnym.
Niedowidzący – to osoba, która ma uszkodzony wzrok w stopniu lekkim lub średnim, wspomaga się różnymi pomocami optycznymi i technicznymi, widzi na tyle dobrze by pisać i czytać jak osoba widząca.
Słabowidzący – to osoba, która ma poważnie uszkodzony wzrok i nie może się wspomóc pomocami optycznymi i technicznymi, zazwyczaj odróżnia jedynie dzień od nocy i widzi zarysy dużych przedmiotów.
Podział niewidomych i niedowidzących według Marii Grzegorzewskiej:
- niewidomi od urodzenia
- ociemniali
- niewidomi i ociemniali z dodatkowym kalectwem
- niewidomi i ociemniali z upośledzeniem umysłowym
- niedowidzący
- słabowidzący w wysokim stopniu

## Klasyfikacja ICD10
| kod ICD10     | nazwa choroby                                           |
| ------------- | ------------------------------------------------------- |
| ICD-10: H54   | Ślepota i upośledzenie wzroku                           |
| ICD-10: H54.0 | Ślepota obuoczna                                        |
| ICD-10: H54.1 | Ślepota jednego oka, upośledzenie widzenia drugiego oka |
| ICD-10: H54.2 | Upośledzenie wzroku obuoczne                            |
| ICD-10: H54.3 | Nieokreślona utrata wzroku, obuoczna                    |
| ICD-10: H54.4 | Ślepota jednego oka                                     |
| ICD-10: H54.5 | Upośledzenie widzenia jednego oka                       |
| ICD-10: H54.6 | Nieokreślona utrata wzroku jednego oka                  |
| ICD-10: H54.7 | Nieokreślona utrata wzroku                              |